# مود ستوري
مود ستوري (بالإنجليزية: Maude Storey)‏ هي ممرضة وقابلة بريطانية، ولدت في 24 مارس 1930 في ويغان في المملكة المتحدة، وتوفيت في 29 مارس 2003 بسبب السكري.